# Буди (Моґіленський повіт)
Буди (пол. Budy) — село в Польщі, у гміні Єзьора-Великі Моґіленського повіту Куявсько-Поморського воєводства.
Населення — 112 осіб (2011).
У 1975—1998 роках село належало до Бидгощського воєводства.

## Демографія
Демографічна структура станом на 31 березня 2011 року:
|          | Загалом | Допрацездатний вік | Працездатний вік | Постпрацездатний вік |
| -------- | ------- | ------------------ | ---------------- | -------------------- |
| Чоловіки | 53      | 18                 | 28               | 7                    |
| Жінки    | 59      | 17                 | 26               | 16                   |
| Разом    | 112     | 35                 | 54               | 23                   |